# Măcelul din Chios
Măcelul din Chios este o pictură de Eugène Delacroix, pictată în 1824. Sursa de inspirație a tabloului este de natură istorică. În luna aprilie a anului 1822, populația greacă din insula Chios a fost masacrată de armata Înaltei Porți, cum era numit pe atunci imperiul otoman. Hecatomba înfricoșătoare a cutremurat întreaga Europă. Pregătindu-și tabloul, Delacroix a scos informații din cartea locotenentului Voutier, ofițer francez, care a luptat în rândurile grecilor și a scris în anul 1823 "Amintiri din actualul război grecesc".

## Descriere
Tabloul a fost expus la Salon în anul 1824 cu titlul integral: Scene din măcelul de la Chios; familii grecești în așteptarea morții sau a robiei etc. (vezi: diverse relații, precum și jurnalele vremii).
Pânza a provocat o mare indignare: "Un pictor plin de pretenții persistă  în urâțenie". - comentează unul dintre critici. Baron Gros (1771 – 1835) nu a ezitat să utilizeze calificativul "măcelul picturii", iar Ingres (1780 - 1876), observând intransigența estetică a lui Delacroix, îl numește un "Robespierre al picturii".
Într-adevar, Delacroix realizează o revoluție în pictură. Culorile lui șochează. Renunță la tonurile stinse ale primelor sale pânze, folosește culori noi, pure și intense: albastru cobalt, verde smarald, roșu aprins. 
Executarea tabloului este precedată de o întreagă serie de schițe. Delacroix dorește să exprime caracterul cutremurător al temei și caută îndelung o abordare cât mai dramatică a întregii scene. Creează o compoziție zguduitoare, în care reușește să transmită emoții diferite: resemnarea extremă din privirea bărbatului cu legătură roșie pe cap, disperarea femeii cu turban, care stă la picioarele lui, caracterul nemilos al cotropitorului otoman.
Forța și tragismul tabloului se concentrează pe chipul bătrânei femei în rochie roșie. Ochii ei exprimă o nefericire profundă, asemănătoare celei pe care o vedem pictată în același an în tabloul intitulat Orfana în cimitir și care, mai mult ca sigur, a fost un studiu de pregătire a scenei măcelului.

## Alte articole
- Eugène Delacroix